# 沃基根
沃基根（英語：Waukegan，/wɔːˈkiːɡən/）是美國伊利诺伊州萊克縣的一座城市與縣治。截至2011年，該城市人口總計有92,046人。就人口來說，它是伊利诺伊州的第九大城市。也是密西根湖西岸的第五大城市，只僅次於芝加哥、密尔沃基、格林贝及基诺沙。

## 外部連結
- 沃基根官網 （页面存档备份，存于）